# Copestylum marginatum
Copestylum marginatum là một loài ruồi trong họ Ruồi giả ong (Syrphidae). Loài này được Say mô tả khoa học đầu tiên năm 1829. Copestylum marginatum phân bố ở miền Tân bắc